# Estatua a Cristóbal Colón (Huelva)
La estatua a Cristóbal Colón, en la ciudad de Huelva, es una escultura sobre pedestal dedicada a Cristóbal Colón, obra del escultor Elías Rodríguez Picón. Fue inaugurada el 20 de enero de 2011 en la plaza de las Monjas de la capital onubense, durante las fiestas patronales de San Sebastián.

## Características

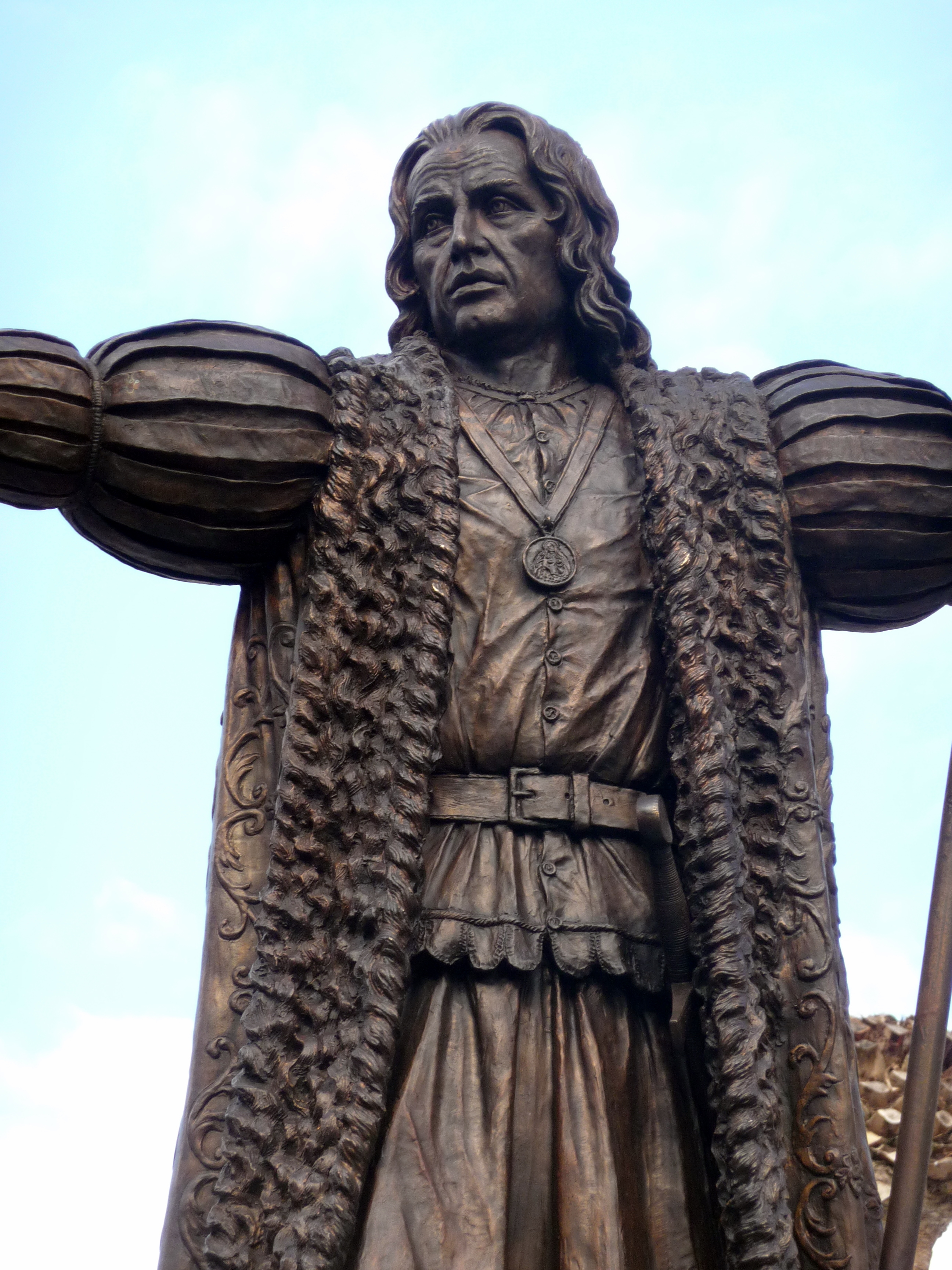
Detalle.

El conjunto se compone de una escultura de bronce patinado de unos tres metros de altura y un pedestal de piedra de cuatro metros y medio. La escultura muestra una imagen del almirante conforme a la imagen tradicional del descubrimiento de América. Se encuentra levantada con botas altas y espada a la cintura frente a la avenida Martín Alonso Pinzón, portando con una bandera de la Corona de Castilla en la mano izquierda y señalando con la mano derecha hacia el mar, a través de la calle Vázquez López. Cuelga de su cuello una medalla de la Virgen de la Cinta, patrona de Huelva. La bandera va rematada por una cruz parroquial que simboliza el papel de la Iglesia católica en el proyecto colombino.
El autor, que consultó documentación historiográfica y las pinturas que alberga el Monasterio de La Rábida, explicó su intención de trasmitir «la fuerza, la seguridad y la confianza en sí mismo» del descubridor, «después de una travesía larguísima en la que todos dudaron de que se llegara a tierra».
El pedestal es una columna cuadrada de obra de ladrillo, revestida con piedra y asentada sobre escalones de piedra. En él figuran dos textos: «Huelva a Cristóbal Colón» y 

Este monumento, que es símbolo de la gesta colombina y de la Huelva descubridora, fue patrocinado por Caja Rural del Sur siendo su presidente D. José Luis García Palacios, y fue inaugurado el día 20 de enero de 2011, Día del Patrón San Sebastián, siendo alcalde de Huelva D. Pedro Rodríguez González.